# Браун, Хуби
Хьюберт Джад «Хуби» Браун (англ. Hubert Jude "Hubie" Brown; родился 25 сентября 1933 года в Хейзлтоне, штат Пенсильвания) — американский баскетбольный тренер. В настоящее время работает телевизионным аналитиком. Браун дважды становился тренером года НБА с разницей в 26 лет. В 2005 году был включён в Зал славы баскетбола в качестве человека, внёсшего значительный вклад в развитие баскетбола. В 2005 году был введен в Зал славы баскетбола.

## Ранние годы
Браун родился в Хейзлтоне, штат Пенсильвания, в возрасте трёх лет переехал в Элизабет, штат Нью-Джерси, вырос там же. Браун был единственным ребенком. В 1951 году он окончил среднюю школу Святой Марии Успенской. Во время учебы в школе Святой Марии выиграл чемпионаты штата по футболу, баскетболу и бейсболу.
Хьюби Браун играл в баскетбол и бейсбол в Ниагарском университете, который окончил в 1955 году, получив степень в области образования. Во время учебы в Ниагарском университете Браун был товарищем по команде (и соседом по комнате) бывшего тренера «Юта Джаз» Фрэнка Лейдена, а также Ларри Костелло и Чарли Хокси, которые впоследствии стали звездами «Гарлем Глобтроттерс».
После ухода из Ниагарского университета Браун поступил на службу в армию США, где присоединился к армейской баскетбольной команде. После демобилизации в 1958 году Браун недолго играл за команду «Рочестер Колонелс» в Восточной профессиональной баскетбольной лиге (предшественнице Континентальной баскетбольной ассоциации), которая распалась после восьми игр. Во время своего короткого пребывания в команде он набирал в среднем 13,8 очков за игру и был отличным защитником.
Поскольку Браун собирался продолжить тренерскую карьеру, он вернулся в Ниагарский университет, чтобы получить степень магистра в области образования.
Он провел девять лет в качестве тренера в средней школе. Затем в 1968 году на один сезон стал помощником тренера в «Колледже Вильгельма и Марии». В следующем сезоне Браун перешел в «Дьюкский университет» в качестве помощника тренера.

## Тренерская карьера

### Милуоки Бакс
Браун тренировал баскетбольную команду университета Дьюк до 1972 года, после чего перешёл работать в клуб НБА «Милуоки Бакс» ассистентом главного тренера Ларри Костелло. В том году клуб, в составе которого играли Карим Абдул-Джаббар и Оскар Робертсон, дошёл до финала НБА, где проиграл в семи играх «Бостон Селтикс».

### Кентукки Колонелс
После двух сезонов в НБА, Браун стал главным тренером «Кентукки Колонелс» из Американской баскетбольной ассоциации. В 1975 году он привёл клуб к чемпионскому титулу. Он продолжал тренировать команду до объединения НБА-АБА в 1976 году, когда «Колонелс» не попали в НБА и прекратили существование.

### Атланта Хокс
В 1976 году Браун подписал контракт с «Атлантой Хокс», которая только вошла в ассоциацию. В своём дебютном сезоне клуб одержал 31 победу и 51 поражение, однако уже на следующий сезон 1977/78 клуб завершил с результатом 41-41 и завоевал титул тренера года. В сезоне 1979/80 Браун привёл команду к титулу чемпиона Центрального дивизиона.

### Нью-Йорк Никс
В 1982 году Браун перешёл в «Нью-Йорк Никс» и оставался с командой до 1986 года, когда его после неудачного старта сезона 4-12 уволили с занимаемой должности. После его прихода «Никс» два года подряд выходили в плей-офф, однако последующие два года завершили с результатом 24-58 и 23-59. Такой результат во многом связан с тем, что лидер команды Бернард Кинг травмировался в марте 1985 года и практически не играл в этих двух сезонах. К тому же, первый номер драфта 1985 года Патрик Юинг пропустил 32 игры из-за травмы в своём дебютном сезоне. Браун покинул «Никс» в начале сезона 1986/87, а его место занял Боб Хилл.

### Мемфис Гриззлис
В сезоне 2002/03 Браун снова занял пост главного тренера. На этот раз под его руководство попала команда «Мемфис Гриззлис» у которой после неудачного начала сезона 0-8 был уволен тренер Сидни Лав. Подписание контракта с Брауном было довольно противоречивым, так как на тот момент ему было 69 лет и он являлся самым возрастным тренером в лиге.
Сезон команда закончила с результатом 28-46 — лучшим результатом в истории клуба. Однако уже в сезоне 2003/04 команда смогла одержать 50 побед и впервые в истории выйти в плей-офф. За это достижение Браун во второй раз в карьере был назван тренером года.
5 ноября 2004 года Браун разорвал контракт с «Гриззлис» в связи со своим ухудшающимся здоровьем, а его место занял Майк Фрателло. Вскоре после его ухода в газете The Commercial Appeal появилась информация, что уход Брауна во многом связан с плохой обстановкой в команде между Джеймсом Поузи, Джейсоном Уилльямсом и Бонзи Уэлсом.